# Lévi
Lévi (hebrejsky לֵוִי‎, Levi), v češtině také Léví, Leví nebo Levi, je jméno třetího Jákobova syna, kterého mu porodila manželka Lea. Jméno se vykládá jako „Přivinuvší se“ či „Přidružitel“, neboť si matka od jeho narození slibovala, že si vydobude větší pozornost svého muže. Podle jednoho židovského komentáře si jeho matka řekla: „V jedné ruce ponesu Reuvena, v druhé Šimona, ale třetí ruku nemám, Jákov bude muset chodit všude se mnou.“ Jménem tohoto syna se též nazývá jeden z izraelských kmenů, jeho příslušníci jsou označování jako Levité. V rámci židovského lidu Levité v minulosti měli a doposud mají zvláštní postavení. Zvláštní privilegium požívali především ti z levitského kmene, kteří mohli doložit rodovou linii k Áronovi, neboť tento původ byl podmínkou pro kněžskou službu.
O osobě samotného Léviho se z biblických příběhů téměř nic nedozvídáme. Detailněji je popsán pouze jeho podíl na incidentu v Šekemu, kdy se připojil ke svému bratru Šimeónovi a v odplatě za znásilnění své sestry Díny společně pobili všechny muže ve městě. Lévi se dožil věku 137 let a měl tři syny: Geršóna, Kehata a Merarího.